# Eisenbahnunfall von Bad Münder
Der Eisenbahnunfall von Bad Münder am 9. September 2002 im Bahnhof Bad Münder (Landkreis Hameln-Pyrmont) war der Frontalzusammenstoß der Güterzüge IRC 51219 und KC 62848, wodurch 41.600 Liter der karzinogenen und entzündlichen Chemikalie Epichlorhydrin freigesetzt wurden.

## Ausgangslage

### Infrastruktur
Der Bahnhof Bad Münder liegt an der zweigleisigen, elektrifizierten Bahnstrecke Hannover–Altenbeken. Die Zugfahrten werden hier durch Bahnhofsblock und punktförmige Zugbeeinflussung gesichert. Am Mittag des Unfalltages war an einer Weiche im Bahnhofsbereich ein Defekt festgestellt worden. Sie wurde daraufhin in einer Stellung festgelegt. Das bedeutete, dass Züge von Hameln nach Hannover abweichend vom üblichen Fahrweg statt via Gleis 3 nun über Gleis 2 fahren mussten, das durchgehende Hauptgleis der Gegenrichtung. Die Signalisierung im Bahnhof ermöglichte Fahrten in beiden Richtungen über beide Hauptgleise, so dass der Betrieb ohne Sicherheitseinschränkungen möglich war.

### IRC 51219
Aus Hannover kam, gezogen von der Lokomotive 140 635, der IRC 51219 mit 18 Güterwagen, davon ein Kesselwagen beladen mit Epichlorhydrin. Der Zug wurde im Rangierbahnhof Seelze gebildet und sollte nach Mannheim fahren.
Den Aufzeichnungen nach wurde im Rangierbahnhof Seelze zunächst an den zusammengestellten Güterwagen eine Bremsprobe mit einer ortsfesten Bremsprüfeinrichtung durchgeführt. Danach war alles in Ordnung. Nachdem sich etwa zwei Stunden später die Lokomotive vor den Zug gesetzt hatte, wurde – mit positivem Ergebnis – nur noch eine vereinfachte Bremsprobe durchgeführt: Es wurde lediglich geprüft, ob die Bremseinrichtung zwischen Lokomotive und übrigem Zug funktionierte.
Aber bereits in Empelde, nur wenige Kilometer von Seelze entfernt, stellte der Lokführer fest, dass die Bremsen nicht ordnungsgemäß arbeiteten: Er überfuhr aus diesem Grund ein „Halt“ gebietendes Signal um mehr als 200 Meter, ohne dass das irgendwelche Konsequenzen hatte, oder er welche daraus zog – z. B. eine Bremsprobe durchführte. Eine volle Bremsprobe wäre an dieser Stelle erforderlich gewesen, da die Bremsleistung des Zuges für den Triebfahrzeugführer erkennbar unzureichend gewesen war. Wie später ermittelt wurde, war vermutlich die Bremsleitung zwischen dem vierten und fünften Wagen unterbrochen. Hätte der Triebfahrzeugführer die in diesem Fall erforderliche volle Bremsprobe vorschriftsgemäß durchgeführt, wäre die Unterbrechung der Hauptluftleitung aufgefallen und der Folgeunfall vermieden worden.

### KC 62848
Aus Richtung Hameln war der KC 62848 mit etwa 40 Minuten Verspätung unterwegs, bespannt mit der Lokomotive 152 075, die 41 mit Kalisalz beladene Schüttgutwagen zog. Er kam aus Heringen und fuhr nach Hamburg. Aufgrund seiner Verspätung sollte dieser Zug die Engstelle, das Gleis 2 des Bahnhofs Bad Münder, zuerst durchfahren, der IRC 51219 deshalb am Einfahrsignal vor dem Bahnhof halten. KC 62848 fuhr um 20:33 Uhr aus dem benachbarten Bahnhof Hameln aus. Der Ein- und Ausfahrt im Bahnhof Bad Münder stimmte der dortige Fahrdienstleiter zu und legte die Fahrstraße durch Gleis 2 fest. IRC 51219 war um 20:37 Uhr aus dem auf der anderen Seite von Bad Münder gelegenen Bahnhof Springe ausgefahren.

## Unfallhergang
IRC 51219 fuhr mit knapp 100 km/h auf das „Halt erwarten“ zeigende Vorsignal des Einfahrsignals des Bahnhofs Bad Münder zu. Der Lokomotivführer versuchte etwa 300 Meter vor diesem Signal eine Schnellbremsung einzuleiten, auf die die Bremsen aber nicht ausreichend reagierten. So fuhr er um 20:43 Uhr am „Halt“ zeigenden Hauptsignal vorbei, fuhr die für den KC 62848 gestellte Weiche von deren Herzstück kommend zum Gleis 2, dem Gleis der Gegenrichtung, auf und fuhr dort mit mehr als 50 km/h hinein. Als der Lokomotivführer des KC 62848 den IRC 51219 auf sich zukommen sah, leitete er ebenfalls noch eine Schnellbremsung ein und verminderte die Geschwindigkeit seines Zuges auf knapp 30 km/h.
Um 20:44 Uhr kam es zum Zusammenstoß beider Züge bei km 42,150. Vom KC 62848 entgleisten die Lokomotive und die ersten vier Wagen, vom IRC 51219 ebenfalls die Lokomotive und die ersten acht Wagen, die sich dabei teilweise in- und übereinander schoben und auftürmten. Der als Wagen Nr. 8 im IRC 51219 eingereihte, mit dem Gefahrgut Epichlorhydrin beladene Kesselwagen, schlug leck, so dass das Epichlorhydrin auslief und sich entzündete. Der Brand führte nach einer Stunde zur Explosion eines auf einem anderen Güterwagen transportierten, leeren Containers und zwei Stunden nach dem Zusammenstoß zur Explosion des Kesselwagens. Dadurch weitete sich der Brand auf mehrere der entgleisten Wagen aus.

## Folgen

### Unmittelbare Folgen
Die beiden Triebfahrzeugführer überlebten mit schweren Verletzungen. Der Sachschaden betrug rund 11 Millionen Euro. Nach dem Unfall blieb die Strecke Hannover–Hameln zwischen Springe und Hameln bis zum 29. Oktober 2002 abends gesperrt, um die Folgen des Unfalls zu beseitigen. Die Lokomotive 140 635 wurde nach dem Unfall ausgemustert, die 152 075 mit einem neuen Lokkasten im Ausbesserungswerk Dessau wieder aufgebaut.

### Das auslaufende Epichlorhydrin
Zunächst war durch einen Meldefehler an der Unfallstelle etwa eine Stunde lang unbekannt, welcher Gefahrstoff brannte. Vorsorglich evakuierten Polizei und Deutsches Rotes Kreuz ca. 200 Anwohner und Patienten einer Reha-Klinik. Die Bewohner von Bad Münder und umliegender Dörfer wurden aufgefordert, Fenster und Türen geschlossen zu halten. Die Evakuierten konnten im Laufe der Nacht wieder in ihre Häuser zurückkehren, da die Messergebnisse durchweg unterhalb der Nachweisgrenze lagen. Das Feuer war gegen 2:00 Uhr gelöscht, allerdings musste noch bis zum Nachmittag des 11. September wiederholt Löschschaum auf die Unfallstelle gespritzt werden, damit das Epichlorhydrin nicht verdunstete.
Obwohl die Messergebnisse unterhalb der Nachweisgrenze lagen, wurden ca. 250 Personen mit Kopfschmerzen oder Atemwegsreizungen ärztlich behandelt. Für alle Einsatzkräfte, die sich unmittelbar in der Gefahrenzone aufgehalten haben, wurden vom Gesundheitsamt des Landkreises Hameln-Pyrmont vorsorglich Blutuntersuchen angeboten. Auch an den Einsatzfahrzeugen wurden Messungen durchgeführt. Die Ergebnisse waren auch hier allesamt negativ. Andererseits gab das niedersächsische Landesgesundheitsamt an, dass jeder zehnte der untersuchten Anwohner der Unfallstelle in Bad Münder erhöhte Leberwerte hatte – ob das aber ursächlich auf den Unfall zurückzuführen war, blieb offen. Zur Verfolgung möglicher Folgeerkrankungen aufgrund des Zugunglücks von Bad Münder erfolgt eine Beobachtung im Niedersächsischen Krebsregister. Das Zugunglück von Bad Münder war ein ausschlaggebendes Motiv für die Gründung des Niedersächsischen Zentrums für Gesundheits- und Infektionsschutz (ZGI) im September 2007 in Hannover, das als zentrale medizinische Beratungsstelle für gesundheitliche Krisensituationen bei toxikologischen wie auch epidemiologische Gefährdungslagen fungiert.

### Untersuchung
Die Untersuchung des Eisenbahn-Bundesamts wurde im Juli 2004 beendet und ergab, dass der Unfall zum einen dadurch verursacht wurde, dass der überwiegende Teil der Wagen des IRC 51219 nicht bremste, weil die Bremsleitung zwischen dem vierten und fünften Wagen unterbrochen war, von 18 Wagen also 14 nicht bremsten. Nicht mehr festgestellt werden konnte, wie sich dieser Defekt genau gestaltete und warum er eintrat.
Zum anderen versäumte es der Lokomotivführer dieses Zuges, nachdem ihm eine Störung in Empelde bereits aufgefallen war, daraus Konsequenzen zu ziehen. Wesentliche Unfallursache war also menschliches Versagen.